# Audi Type C
Audi Type C − samochód osobowy segmentu G produkowany przez niemiecką firmę Audi w latach 1912–1921.
W latach 1912–1914 samochód ten wielokrotnie zwyciężał w Międzynarodowym Austriackim Wyścigu przez Alpy – jednym z najtrudniejszych rajdów na długim odcinku. Sukces już w tamtych czasach był najlepszą reklamą, więc usportowioną wersję tego modelu sprzedawano pod nazwą Alpensieger, czyli "Pogromca Alp".